# تسلیمه نسرین
تسلیمه نسرین (به بنگالی: তসলিমা নাসরিন) (زاده ۲۵ اوت ۱۹۶۲، در میمن‌سینگ بنگلادش) پزشک سابق بنگلادشی است که به نویسندگی و فمینیسم روی آورده‌است و به نقل از خودش، انسان‌گرایی سکولار است.

## زندگی‌نامه
او جایزه‌های بسیاری برده‌است از جمله جایزه ساخاروف (۱۹۹۴)، جایزه PEN سوئد (۱۹۹۴) و جایزه سیمون دوبووار (۲۰۰۸).
نسرین در اواخر سده بیستم به خاطر نقد به اسلام، و به‌طور کلی به مذهب شهرت بیشتری پیدا کرد.
تسلیمه نسرین پس از اقامتی طولانی در پاریس ساکن کلکته هند شد (زیرا نمی‌توانست به بنگلادش برود). در سال ۲۰۰۷ دولت هند او را چند ماه در مکانی سرپوشیده تحت تدابیر امنیتی قرار داد. نسرین پس از آن هند را ترک کرده و به سوئد رفت.
تجربیات شخصی تسلیمه نسرین از سوءاستفاده جنسی در دوران نوجوانی و کار به عنوان پزشک متخصص زنان (که به‌طور روزمره دخترانی را معاینه می‌کرد که تحت تجاوز جنسی قرار گرفته بودند)، در نوشته‌های او در نقد از وضعیت زنان در اسلام تجلی یافت.

## کتاب‌ها
- مخالفت ۱۹۹۲
- انتقام ۱۹۹۲
- دعوت ۱۹۹۳
- بازگشت ۱۹۹۳
- شرم ۱۹۹۳
- عاشق فرانسوی ۲۰۰۲

## جایزه‌ها
- Ananda Purashkar Award, India, ۱۹۹۲
- Natyasava Award, Bangladesh, ۱۹۹۲
- Sakharov Prize for Freedom of Thoughts from the European Parliament, ۱۹۹۴
- Human Rights Award from the Government of France, ۱۹۹۴
- Kurt Tucholsky Prize, Swedish PEN, Sweden, ۱۹۹۴
- Hellman-Hammett Grant from Human Rights Watch, USA, ۱۹۹۴
- Humanist Award from Human-Etisk Forbund, Norway, ۱۹۹۴
- Feminist of the Year from Feminist Majority Foundation, USA, ۱۹۹۴
- Honorary Doctorate from Ghent University, Belgium, ۱۹۹۵
- Scholarship from the German Academic Exchange Service, Germany, ۱۹۹۵
- Monismanien Prize from Uppsala University, Sweden, ۱۹۹۵
- Distinguished Humanist Award from International Humanist and Ethical Union, Great Britain, ۱۹۹۶
- Humanist Laureate from International Academy for Humanism, USA, ۱۹۹۶
- Ananda Purashkar Award, India, ۲۰۰۰
- Global Leader for Tomorrow, World Economic Forum, ۲۰۰۰
- Erwin Fischer Award, International League of non-religious and atheists (IBKA), Germany, ۲۰۰۲
- Freethought Heroine Award, Freedom From Religion Foundation, USA, ۲۰۰۲
- Fellowship at Carr Centre for Human Rights Policy, John F. Kennedy School of Government, Harvard University, USA, ۲۰۰۳
- UNESCO-Madanjeet Singh Prize for the promotion of tolerance and non-violence, ۲۰۰۴
- Honorary Doctorate from American University of Paris, France, ۲۰۰۵
- Grand Prix International Condorcet-Aron 2005, from the French-Parliament in Belgium, ۲۰۰۵
- Simone de Beauvoir Feminist Award, ۲۰۰۸